# Polícia Militar da Bahia
A Polícia Militar da Bahia (PMBA) é a instituição policial estadual militar brasileira do estado da Bahia. Tem por função primordial o policiamento ostensivo e a preservação da ordem pública do estado. Trata-se de uma força auxiliar e reserva do Exército Brasileiro e integra o Sistema de Segurança Pública e Defesa Social da Bahia. Seus integrantes são denominados militares do Estado pelo artigo 42 da Constituição Federal de 1988, assim como os membros do Corpo de Bombeiros daquela unidade federativa.

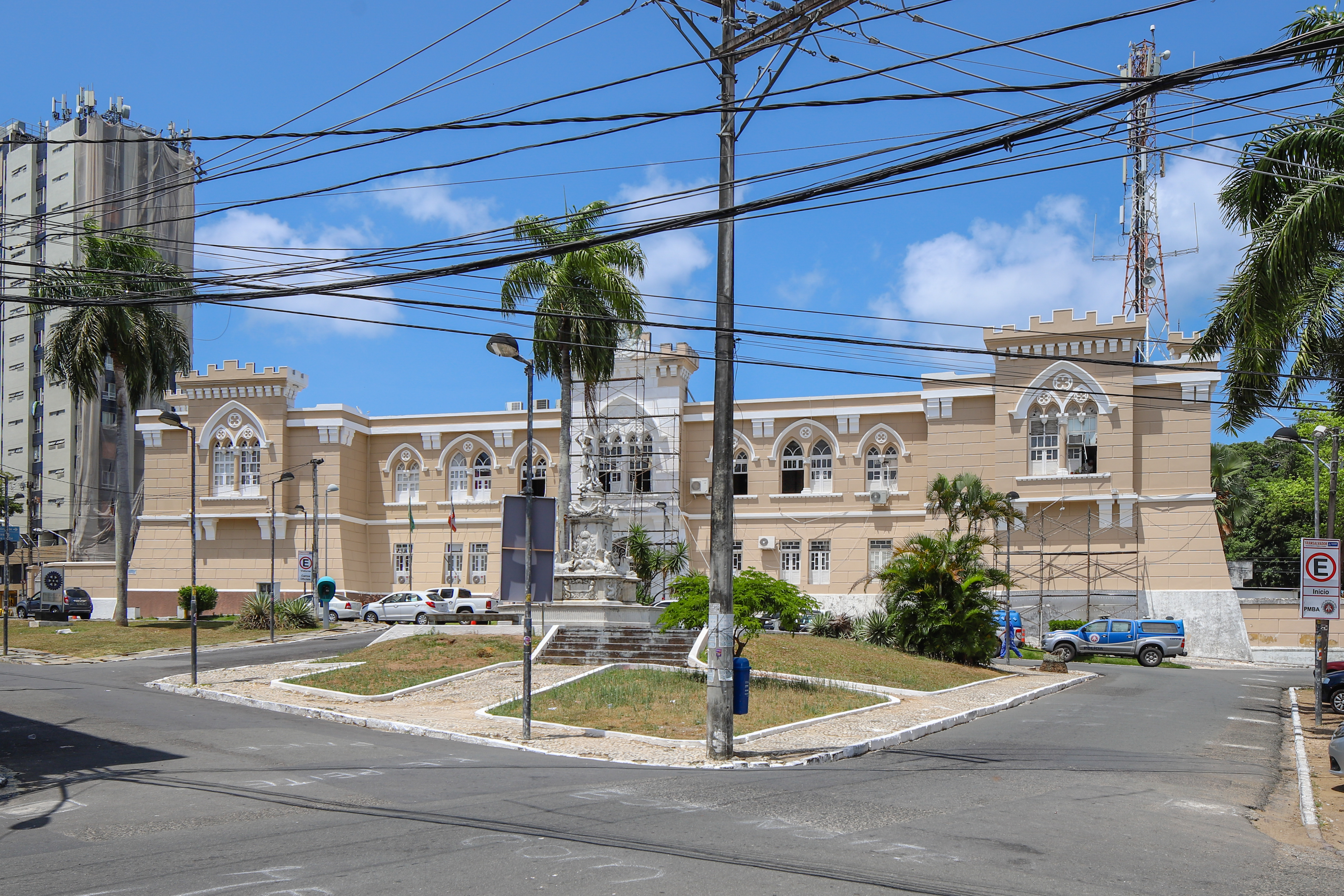
Quartel do Comando Geral, Polícia Militar da Bahia localizado no bairro Dois de Julho, Salvador, Bahia.

É um órgão da administração direta estadual baiana, cuja destinação se encontra definida pelo quinto parágrafo do artigo 144 Constituição Federal e reforçada pela Constituição Estadual de 1989 nos incisos de I a V do artigo 148. A ela compete a execução, com exclusividade, do "policiamento ostensivo fardado" com vistas à "preservação da Ordem Pública". Sua ação é "tipicamente preventiva", ou seja, atua no sentido de evitar que ocorra o delito. Para tanto, sua ostensividade caracteriza-se por ações de fiscalização de polícia sobre matéria de ordem pública, onde o policial é de imediato identificado, quer pela farda, armamento, equipamento ou viatura.

## História
O surgimento das policias militares brasileiras, deu-se em Minas Gerais, onde já havia uma estrutura de força militar com funções semelhantes às de policiamento e controle social desde o período colonial. Em 1775, uma reorganização militar na capitania, com a criação do Regimento Regular de Cavalaria de Minas (RRCM),  resultou na substituição dos antigos terços por corpos auxiliares organizados em regimentos. Esse novo corpo atuava em atividades internas como patrulhamento e repressão, sendo empregado principalmente na proteção do escoamento do ouro pelas estradas reais até o litoral brasileiro e na preservação da ordem pública. Depois da experiência mineira, a legislação imperial registra ainda a criação de outros corpos policiais nas províncias do Rio de Janeiro em 1809, do Grão-Pará em 1818, do Maranhão em 1820, da Bahia e Pernambuco em 1825, e do Espírito Santo em 1834.[carece de fontes?]
Assim, a Polícia Militar da Bahia foi criada oficialmente por decreto do imperador Pedro I, datado de 17 de fevereiro de 1825, "que manda organizar na Cidade da Bahia um Corpo de Polícia" nos termos seguintes:

Sendo muito necessário para a tranquilidade e segurança pública na Cidade da Bahia, a organização de um Corpo, que sendo-lhe incumbido aqueles deveres de responder imediatamente pela sua conservação e estabilidade: Hei por bem: mandar organizar na Cidade da Bahia um Corpo de Polícia, pelo plano que com este baixa, assinado por João Vieira de Carvalho, do meu Conselho de Ministros e Secretários d´Estado dos Negócios da Guerra.
Tiveram como primeiro Comandante-geral no cargo o Brigadeiro Manoel Joaquim Pinto Pacca.

## Atuação

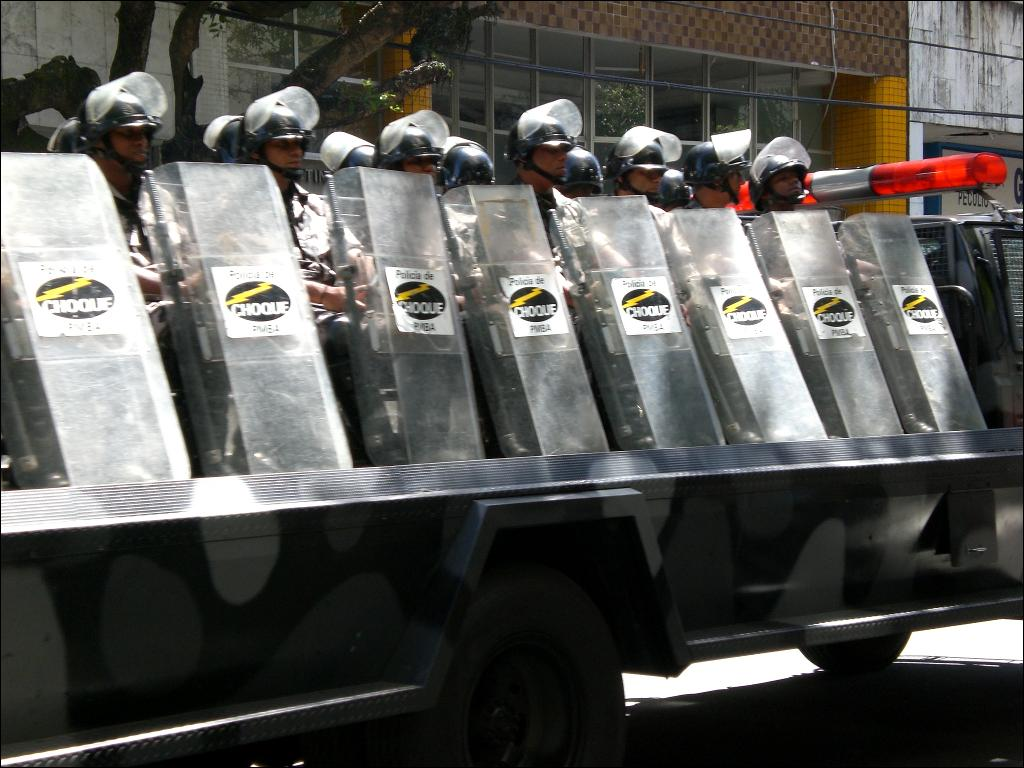
Polícia de Choque.

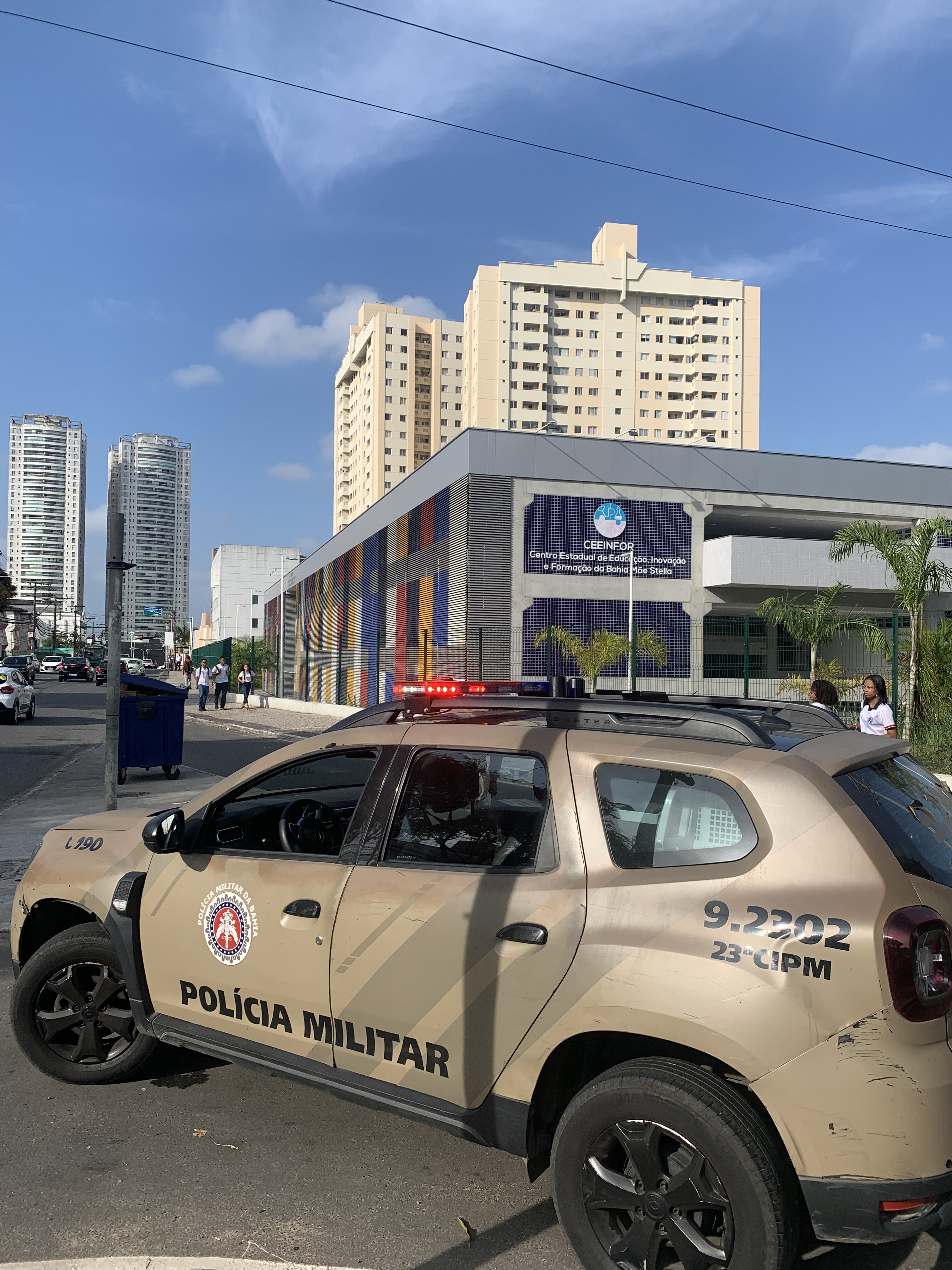
Viatura da PMBA

A Polícia Militar da Bahia é um órgão da Administração Direta do Estado, cuja destinação se encontra definida pela Constituição Federal, Artigo 144, parágrafo 5.º, reforçada pela Constituição Estadual, Artigo 148, incisos de I a V.
São diversas as formas através das quais a Polícia Militar presta o seu serviço à comunidade baiana:
- Policiamento ostensivo a pé — realizado por policiais militares em dupla (Cosme e Damião ou Romeu e Julieta) nas principais ruas e centros comerciais, terminais de ônibus e locais de alto índice criminal;
- Policiamento de trânsito — a Polícia Militar, em apoio à Prefeitura Municipal de Salvador que é a responsável pelo gerenciamento do trânsito na Capital, realiza serviços de fiscalização, policiamento e controle de trânsito;
- Radiopatrulhamento — policiamento realizado 24 horas, através de viaturas padronizadas e equipadas com rádio, para atendimento das ocorrências em geral;
- Policiamento de guarda — realizado pelo Batalhão de Polícia de Guardas (BPGd), através da guarda externa dos estabelecimentos prisionais, escolta e custódia de presos;
- Policiamento rodoviário — controle e fiscalização de trânsito realizado nas rodovias estaduais;
- Policiamento com cães — patrulhamento realizado com o apoio de cães devidamente treinados, pela Companhia de Operações com Cães, do Batalhão de Polícia de Choque (BPChq), atuando em operações de busca de pessoas desaparecidas, captura de marginais e detecção de drogas;

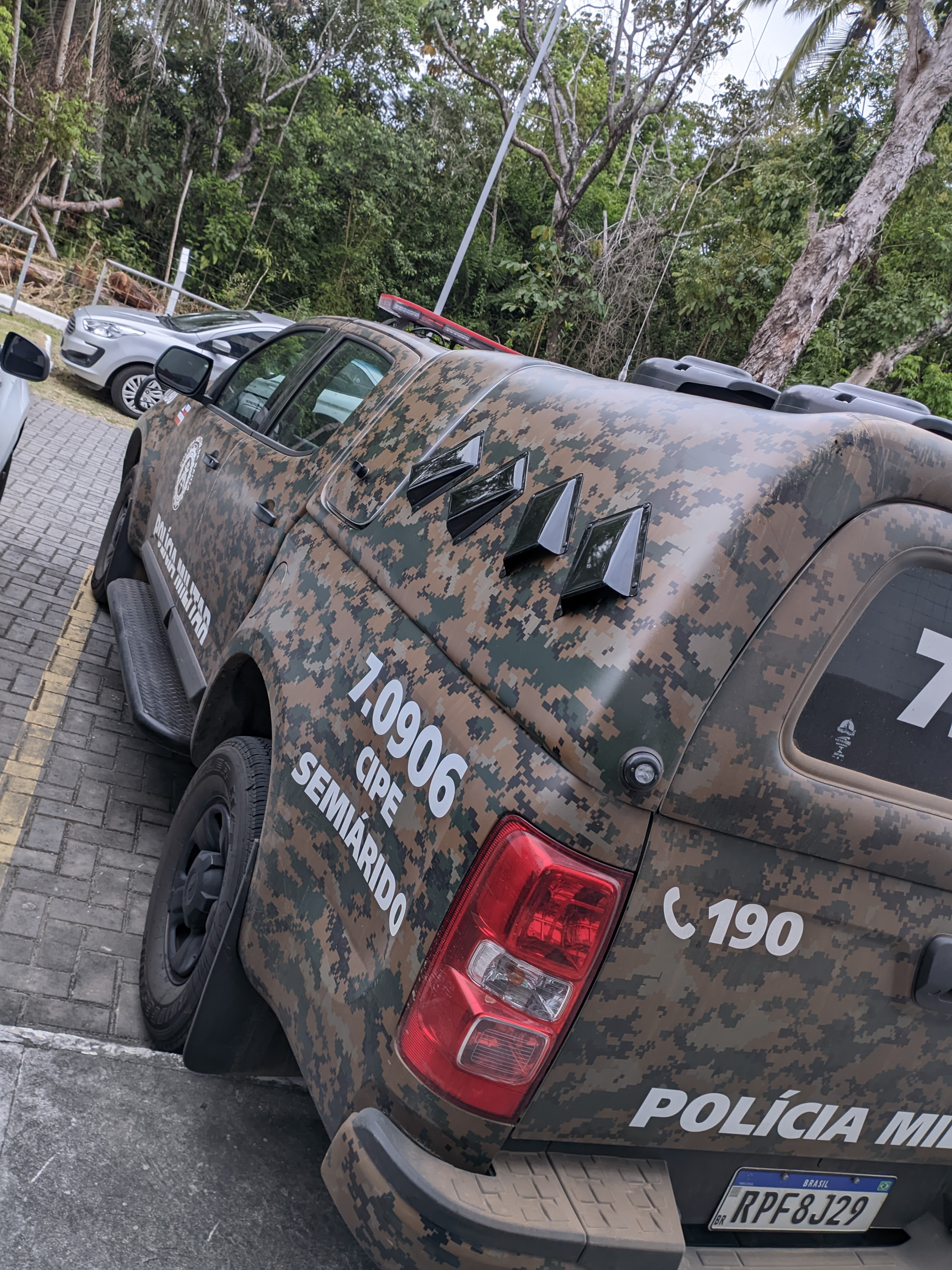
Viatura da PMBA com nova padronização

- Viatura da PMBA com nova padronizaçãoForça tática — radiopatrulhamento tático realizado pelo Batalhão de Polícia do Choque, através de viaturas de maior porte (Amarok, Hilux e Ranger), com guarnições e equipamentos de alto poder de fogo, tendo como área de atuação todo o Estado da Bahia;
- Rondas especiais (Rondesp) — radiopatrulhamento tático realizado pela RONDESP, subunidades do Comando de Policiamento da Capital e do comando de policiamento da região metropolitana de Salvador, através de viaturas de maior porte, com guarnições e equipamentos reforçados, cuja área de atuação restringe-se à Capital e a RMS; podendo deslocar-se ao interior em situações atípicas;
- Policiamento montado — policiamento realizado com emprego de solípedes (cavalos), basicamente na Região Metropolitana de Salvador.
- Policiamento aéreo — policiamento ostensivo realizado com o emprego de aeronaves tanto do tipo asa fixa (aviões) quanto asas rotativas (helicópteros). Também atua em ações de bombeiro e defesa civil em catástrofes.

Na atuação da Polícia Militar da Bahia, destaca-se a realização da maior movimentação de militares no Brasil em tempo de paz, a Operação Carnaval da PMBA, pois movimenta cerca de 20 mil policiais militares para atuar no carnaval de Salvador e nos eventos carnavalescos de resto do estado. A Polícia Militar da Bahia é referência mundial no controle de multidões, sendo visitada por diversos chefes de polícia das diferentes nações do planeta, já que o carnaval de Salvador chega a ter um público de 2 milhões de foliões por dia nos três circuitos oficiais de carnaval (Dodô, Osmar e Batatinha).[carece de fontes?]

## Unidades operacionais
A Polícia Militar da Bahia atua com dois tipos de unidades operacionais: os batalhões e as companhias independentes (CIPM).

### Batalhões de área
Os batalhões são unidades que cobrem um maior espaço territorial, e, também, possuem um maior efetivo.
- 1.º BEIC — Feira de Santana
- 2.º BEIC — Ilhéus
- 3.º BEIC — Juazeiro
- 4.º BPM — Alagoinhas
- 5.º BPM — Euclides da Cunha
- 6.º BPM — Senhor do Bonfim
- 7.º BPM — Irecê
- 8.º BPM — Porto Seguro
- 9.° BEIC — Vitória da Conquista
- 10.º BEIC — Barreiras
- 11.º BPM — Itaberaba
- 12.º BPM — Camaçari
- 14.º BPM — Santo Antônio de Jesus
- 15.º BPM — Itabuna
- 16.º BPM — Serrinha
- 17.º BPM — Guanambi
- 18.º BPM — Centro Histórico de Salvador
- 19.º BPM — Jequié
- 20.º BPM — Paulo Afonso
- 21.º BPM — BEPE (Policiamento em Eventos)
- 24.º BPM — Brumado

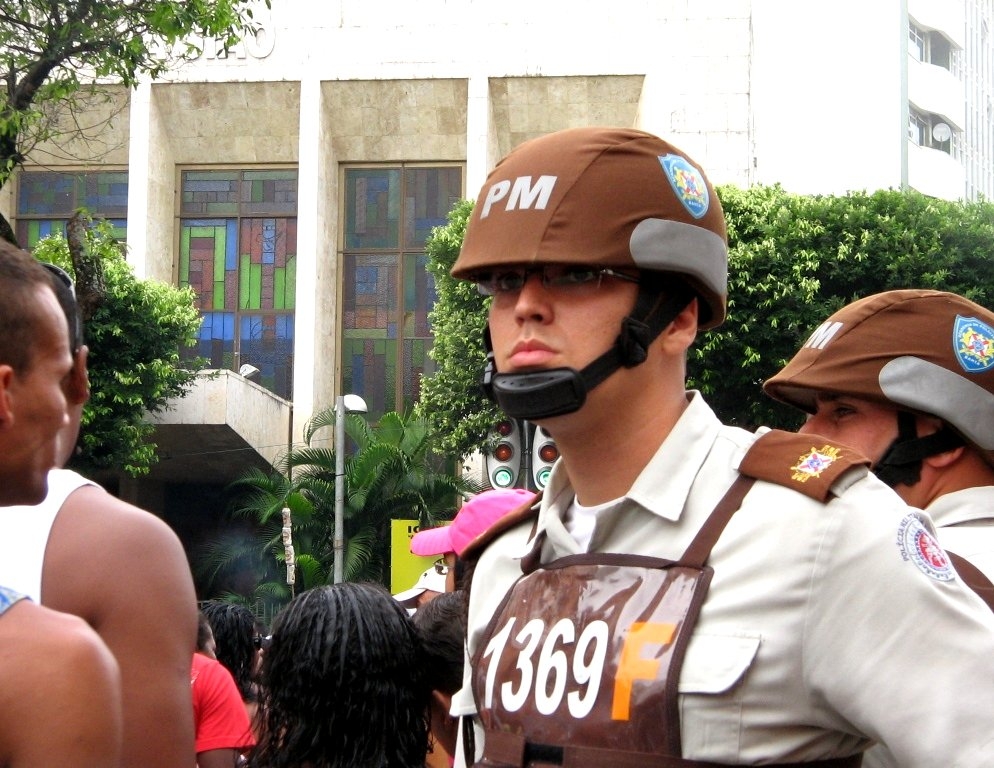
Policiamento ostensivo

Os batalhões 1.º, 2.º, 3.º, 9.º, 10º e 13.° sediados, respectivamente, nas cidades de Feira de Santana, Ilhéus, Juazeiro, Vitória da Conquista, Barreiras e Teixeira de Freitas no ano de 2010, deixaram de realizar o policiamento ostensivo e passaram a realizar, somente, a formação e capacitação dos policiais militares. Para realizar o policiamento ostensivo nas áreas que anteriormente eram atribuídas a tais batalhões, foram criadas 16 companhias independentes.

### Companhias independentes
As companhias independentes cobrem um espaço territorial menor e, portanto, tem um efetivo menor que o dos batalhões. A atuação por meio de companhias independentes tem se mostrado vantajosa, principalmente na capital, pois permitem uma atuação mais específica e mais próxima da comunidade, atuando dentro da filosofia do policiamento comunitário. A participação da comunidade ocorre através dos conselhos comunitários de segurança, que são associações formadas por moradores dos bairros e que, em conjunto com a Polícia Militar, discutem soluções para os problemas de segurança pública.
Da capital e região metropolitana:
- 1.ª CIPM — Pernambués;
- 2.ª CIPM — Barbalho;
- 3.ª CIPM — Cajazeiras;
- 5.ª CIPM — Vera Cruz;
- 9.ª CIPM — Pirajá;
- 10.ª CIPM — Candeias;
- 11.ª CIPM — Barra / Graça;
- 12.ª CIPM — Ondina / Rio Vermelho;
- 13.ª CIPM — Pituba;
- 14.ª CIPM — Lobato;
- 15.ª CIPM — Itapuã;
- 16.ª CIPM — Comércio;
- 17.ª CIPM — Uruguai;
- 18.ª CIPM — Periperi;
- 19.ª CIPM — Paripe;
- 22.ª CIPM — Simões Filho;
- 23.ª CIPM — Tancredo Neves;
- 26.ª CIPM — Brotas;
- 31.ª CIPM — Valéria;
- 35.ª CIPM — Iguatemi;
- 36.ª CIPM — Dias d'Ávila;
- 37.ª CIPM — Liberdade;
- 39.ª CIPM — Boca do Rio / Imbuí;
- 40.ª CIPM — Nordeste de Amaralina;
- 41.ª CIPM — Garcia / Federação;
- 47.ª CIPM — Pau da Lima;
- 48.ª CIPM — Sussuarana;
- 49.ª CIPM — São Cristóvão;
- 50.ª CIPM — Sete de Abril;
- 51.ª CIPM — Conde;
- 52.ª CIPM — Lauro de Freitas;
- 53.ª CIPM — Mata de São João / Praia do Forte;
- 58.ª CIPM — Cosme de Farias;
- 59.ª CIPM — Vila de Abrantes / Arembepe.
- 81.ª CIPM —  Itinga
- 82.ª CIPM — CAB / Paralela.

Do interior:
- 4.ª CIPM — Macaúbas;
- 6.ª CIPM — Rio Real;
- 7.ª CIPM — Eunápolis;
- 8.ª CIPM — Itapetinga;
- 20.ª CIPM — Santo Amaro;
- 21.ª CIPM — Cipó;
- 24.ª CIPM — Jacobina;
- 25.ª CIPM — Casa Nova;
- 27.ª CIPM — Cruz das Almas;
- 28.ª CIPM — Ibotirama;
- 29.ª CIPM — Seabra;
- 30.ª CIPM — Santa Maria da Vitória;
- 32.ª CIPM — Pojuca;
- 33.ª CIPM — Valença;
- 38.ª CIPM — Bom Jesus da Lapa;
- 42.ª CIPM — Lençóis;
- 43.ª CIPM — Itamaraju;
- 44.ª CIPM — Medeiros Neto;
- 45.ª CIPM — Curaçá;
- 46.ª CIPM — Livramento de Nossa Senhora;
- 51.ª CIPM — Conde;
- 54.ª CIPM — Campo Formoso;
- 55.ª CIPM — Ipiaú;
- 56.ª CIPM — Entre Rios;
- 57.ª CIPM — Santo Estêvão;
- 60.ª CIPM — Gandu;
- 61.ª CIPM — Ubaitaba;
- 62.ª CIPM — Camacan;
- 63.ª CIPM — Ibicaraí;
- 64.ª CIPM — Feira de Santana;
- 65.ª CIPM — Feira de Santana;
- 66.ª CIPM — Feira de Santana;
- 67.ª CIPM — Feira de Santana;
- 68.ª CIPM — Ilhéus Centro;
- 69.ª CIPM — Ilhéus Zona Sul;
- 70.ª CIPM — Ilhéus Zona Norte;
- 71.ª CIPM — Canavieiras;
- 72.ª CIPM — Itacaré;
- 73.ª CIPM — Juazeiro;
- 74.ª CIPM — Juazeiro;
- 75.ª CIPM — Juazeiro;
- 76.ª CIPM — Juazeiro.
- 77.ª CIPM — Vitória da Conquista Leste.
- 78.ª CIPM — Vitória da Conquista Oeste.
- 79.ª CIPM — Poções;
- 80.ª CIPM — Cândido Sales;
- 83.ª CIPM — Barreiras;
- 84.ª CIPM — Barreiras;
- 85.ª CIPM — Luís Eduardo Magalhães;
- 86.ª CIPM — Formosa do Rio Preto;
- 87.ª CIPM — Teixeira de Freitas;
- 88.ª CIPM — Alcobaça/Caravelas/Prado;
- 89.ª CIPM — Mucuri/Nova Viçosa;
- 90.ª CIPM — Riachão do Jacuípe;
- 91.ª CIPM — Capim Grosso;
- 92.ª CIPM — Vitória da Conquista Ronda Rural.
- 94.ª CIPM — Caetité
- 95.ª CIPM — Catu;
- 93.ª CIPM — Maracás;
- 98.ª CIPM — Ipirá;
- 99.ª CIPM — Amargosa

### Unidades de policiamento especializado

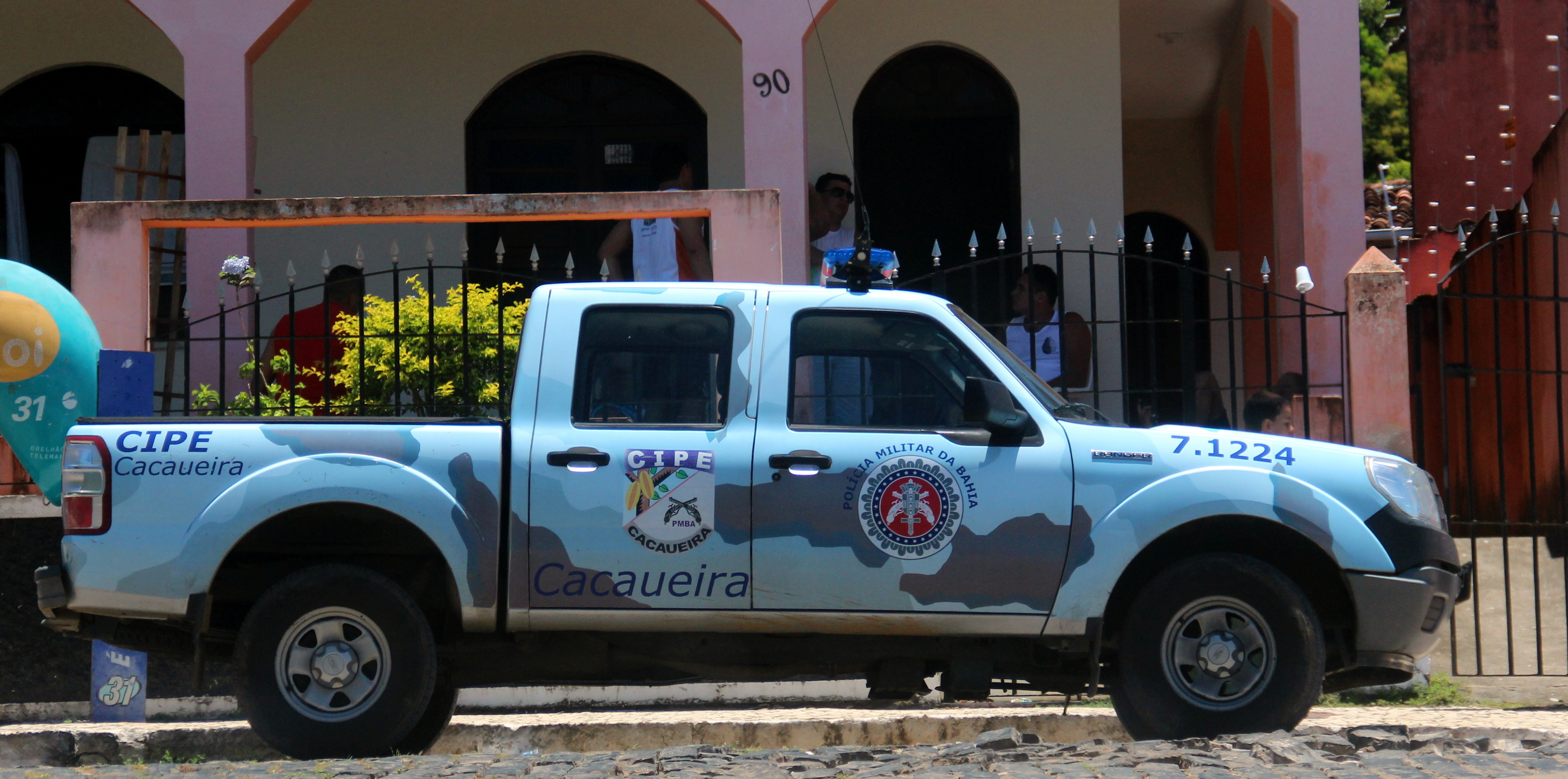
Ford Ranger da Companhia Independente de Polícia Especializado na Região Cacaueira (CIPE/Cacaueira)

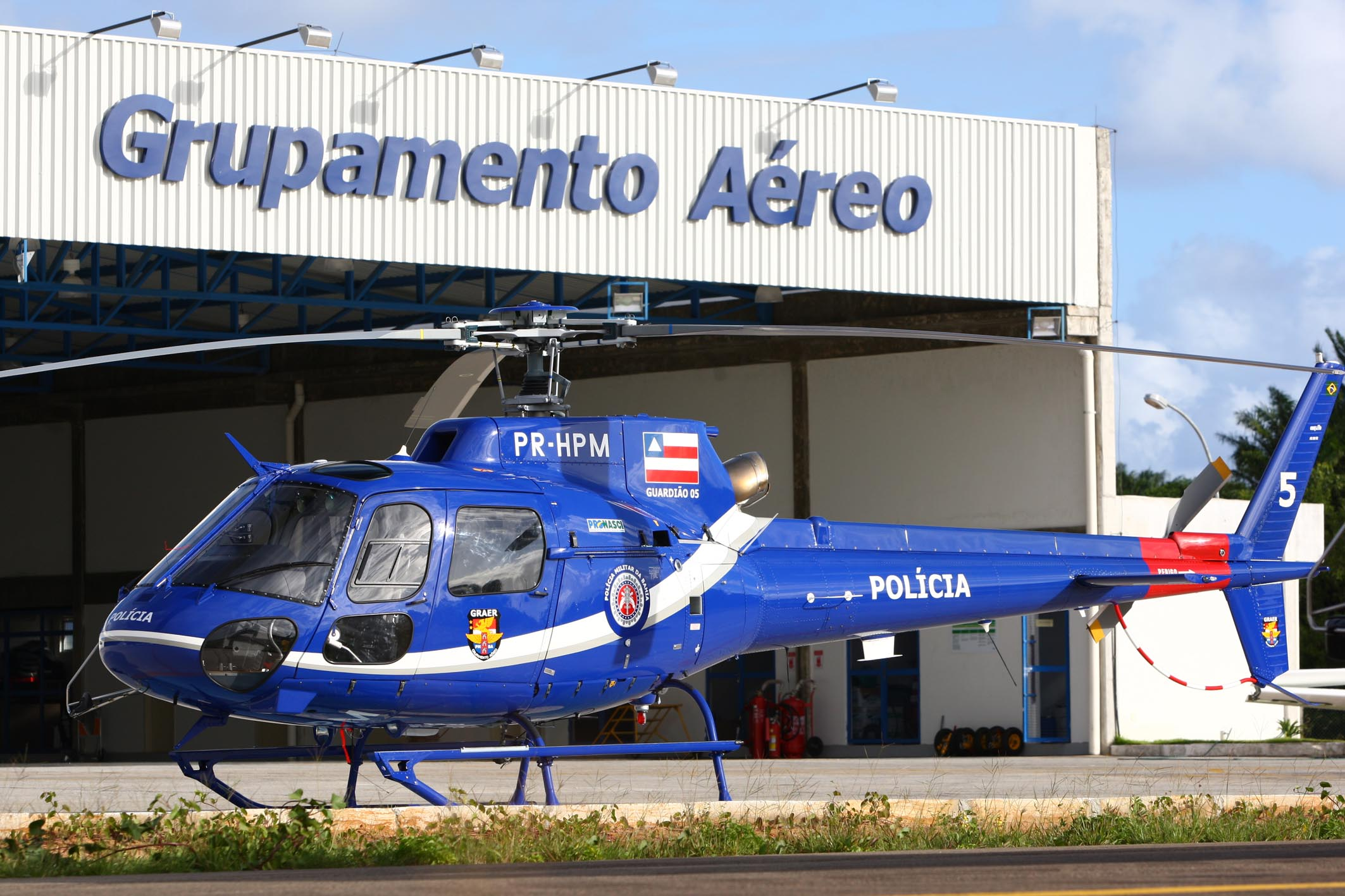
Helicóptero do Grupamento Aéreo da Polícia Militar da Bahia (GRAER)

- Batalhão de Operações Policiais Especiais (BOPE), em Lauro de Freitas
- Batalhão de Polícia de Choque (BPChq), em Lauro de Freitas
- Batalhão de Policiamento de Guarda (BPGD)
- Batalhão de Polícia Rodoviária (BPRv), em Valéria, Salvador
- Batalhão de Apoio Operacional (BApOp), Dendezeiros, em Salvador
- Grupamento Aéreo (GRAER), no Aeroporto, Salvador
- CIPRv, em Itabuna
- CIPRv, em Brumado
- CIPRv, em Barreiras
- Companhia Independente de Policiamento Especializado na Chapada Diamantina (CIPE/Chapada)
- Companhia Independente de Policiamento Especializado na Caatinga (CIPE/Caatinga)
- Companhia Independente de Policiamento Especializado no Cerrado (CIPE/Cerrado)
- Companhia Independente de Policiamento Especializado no Semiárido (CIPE/Semiárido)
- Companhia Independente de Policiamento Especializado no Sudoeste (CIPE/Sudoeste)
- Companhia Independente de Policiamento Especializado na Mata Atlântica (CIPE/Mata Atlântica)
- Companhia Independente de Policiamento Especializado no Litoral Norte (CIPE/Litoral Norte)
- Companhia Independente de Policiamento Especializado no Nordeste (CIPE/Nordeste)
- Companhia Independente de Policiamento Especializado no Polo Industrial (CIPE/Polo Industrial)
- Companhia Independente de Policiamento Especializado na Região Cacaueira (CIPE/Cacaueira)
- Companhia Independente de Policiamento Especializado na Região Central (CIPE/Central)
- Companhia Independente de Policiamento Tático — Rondas Especiais (CIPT/RONDESP)
- Companhia Independente de Policiamento Tático — Atlântico (CIPT/Atlântico)
- Companhia Independente de Policiamento Tático — Baía de Todos os Santos (CIPT/BTS)
- Companhia Independente de Policiamento Tático — Central (CIPT/Central)
- Companhia Independente de Policiamento Tático — Sul (CIPT/Sul)
- Companhia Independente de Policiamento Tático — Região Metropolitana de Salvador (CIPT/RMS)
- Companhia de Polícia de Proteção Ambiental (COPPA), no Parque Pituaçu, Salvador;
- Companhia Independente de Polícia de Proteção Ambiental (CIPPA - Porto Seguro)
- Pelotão de Emprego Tático Operacional (PETO) Pertencentes as CIPMs.
- Companhia de Emprego Tático Operacional (CETO), em Itaberaba e outras regiões